# محمد فلیسی
محمد فلیسی (انگلیسی: Mohamed Flissi؛ زادهٔ ۱۳ فوریهٔ ۱۹۹۰) بوکسور اهل الجزایر است.